# Septoria chenopodii
Septoria chenopodii är en svampart som beskrevs av Westend. 1851. Septoria chenopodii ingår i släktet Septoria och familjen Mycosphaerellaceae.   Inga underarter finns listade i Catalogue of Life.